# Dianthus viridescens
Dianthus viridescens là loài thực vật có hoa thuộc họ Cẩm chướng. Loài này được Clem. mô tả khoa học đầu tiên năm 1841.